# Велики-Гложац
Тоннель Велики-Гложац (хорв. Tunel Veliki Gložac) — автомобильный тоннель в Хорватии на магистрали A6. Длина 1 130 метров, Велики-Гложац — третий по длине тоннель шоссе A6 после тоннелей Тухобич и Яворова-Коса. Проложен в направлении с запада на восток на участке магистрали Босильево — Врбовско.
Велики-Гложац состоит из двух тоннелей, в каждом из них движение осуществляется в одном направлении по двум полосам. В связи с кривизной тоннелей, их длина неодинакова, северный — 1 130 метров, южный — 1 115 метров. A6 — платный автобан, плата за проезд по тоннелю взимается в рамках оплаты проезда по магистрали. Отдельной платы за проезд по тоннелю не существует.

## Строительство
Строительство тоннеля было начато компаниями Spie Batignolles и Mediteran Union Tunel. 29 августа 2000 года был завершён первый, южный, тоннель и с этого момента движение в тоннеле осуществлялось по одной полосе в каждом направлении. Однако в 2001 контракт со Spie Batignolles и Mediteran Union Tunel на строительство Велики-Гложаца и Яворова-Косы был расторгнут. В 2002 году был подписан новый контракт с хорватскими компаниями Viadukt and Hidroelektra на строительство второй очереди. Строительство второго тоннеля было осложнено близостью первого (расстояние между ними всего 25 метров), а также проходящим поблизости нефтепроводом, что требовало особых предосторожностей при проведении взрывных работ. Поскольку по первому тоннелю уже было открыто движение, его приходилось периодически приостанавливать в периоды взрывных работ.
Наконец, 25 ноября 2005 года было закончено строительство второго тоннеля, после чего организовано двухполосное движение в одном направлении в каждом из тоннелей.

## Трафик
Поскольку автобан A6 является платным, трафик через тоннель учитывается по числу машин, миновавших пункты оплаты. Согласно статистике, на участке трассы, в которую входит тоннель Велики-Гложац, дневной трафик в среднем за год составляет 11 448 автомобилей, дневной трафик в среднем за лето — 19 401 машина. Столь резкий рост движения летом объясняется тем, что магистраль A6 — один из основных путей, по которому туристы следуют на курорты Адриатики.